# Im Mond des Jägers
Im Mond des Jägers (Originaltitel: The Hunter’s Moon) ist ein US-amerikanischer Abenteuerfilm aus dem Jahr 1999. Regie führte Richard Weinman, der gemeinsam mit John Huff, William Kemper und L. Ford Neale auch das Drehbuch schrieb.

## Handlung
Die Handlung spielt in den Vereinigten Staaten in der Zeit der Alkoholprohibition. Der verwitwete Clayton Samuels lebt gemeinsam mit seiner Tochter Florence Irene und mit seinem Sohn Jack in einem abseits gelegenen Haus. Er produziert illegal Alkohol, welches er an den Richter Tully liefert, der ihm politische Rückendeckung verschafft.
Florence verdächtigt ihren Vater, einige Männer ermordet zu haben, die sich für sie interessierten. Eines Tages lernt sie den Veteranen des Ersten Weltkriegs Turner kennen. Turner wird von Samuels gejagt. Dabei stellt sich heraus, dass Samuels am Tod seiner Frau schuldig ist.

## Kritiken
Filmdienst schrieb, der Film beinhalte eine „merkwürdige Mischung aus Actionfilm und Melodram“ und biete „nur unbefriedigende Unterhaltung“.
Die Zeitschrift Cinema verspottete den Film als „Ein Halali, das keinen Hasen“ aufscheuche. Sie vermutete, Burt Reynolds habe dringend Geld gebraucht, was ihn zur Mitarbeit an „so einem zweitklassigen Streifen“ bewogen haben musste.

## Auszeichnungen
Howard Smith erhielt im Jahr 1999 einen Preis des Festivals Long Island International Film Expo.

## Hintergründe
Der Film wurde im Malibu Creek State Park (Kalifornien) gedreht. Hayley DuMond heiratete im Jahr 2006 ihren Filmpartner Keith Carradine.